# V pravé poledne
V pravé poledne (angl. High Noon) je americký western z roku 1952. Producent Stanley Kramer film natočil s režisérem Fredem Zinnemannem podle scénáře Carla Foremana, hlavní roli ztvárnil Gary Cooper. Děj se soustředí na městského šerifa, jehož smysl pro povinnost je podroben zkoušce, když se musí rozhodnout, zda se sám postaví bandě zabijáků, nebo opustí město se svou novou ženou.
Ačkoli byl film v době svého uvedení do kin kvůli politické tematice zmítán kontroverzí, byl nominován na sedm Oscarů a čtyři z nich získal (za herecký výkon, střih, hudbu a píseň). Získal také čtyři Zlaté glóby (za herecký výkon, vedlejší ženský herecký výkon, hudbu a černobílou kameru). Autorem oceněné hudby je skladatel ruského původu Dimitri Tiomkin.
Film High Noon byl v roce 1989, tedy v prvním roce existence Národního filmového registru Spojených států, vybrán Knihovnou Kongresu Spojených států jako jeden z prvních 25 filmů určených k uchování v Národním filmovém registru, a to z důvodu „kulturního, historického nebo estetického významu“. Jde o kultovní film, jehož příběh se částečně nebo zcela opakoval v pozdějších filmových produkcích, a zejména jeho závěr inspiroval řadu pozdějších filmů a nejen westernů (jako např. Outland). 